# ضاحیه صباح الخیر
ضاحیه صباح الخیر (به لاتین: Dahiyat Sabah al-Kheir) یک شهرک در دولت فلسطین است که در استان جنین واقع شده‌است. ضاحیه صباح الخیر ۱٬۴۵۷ نفر جمعیت دارد.